# اسم عامرة

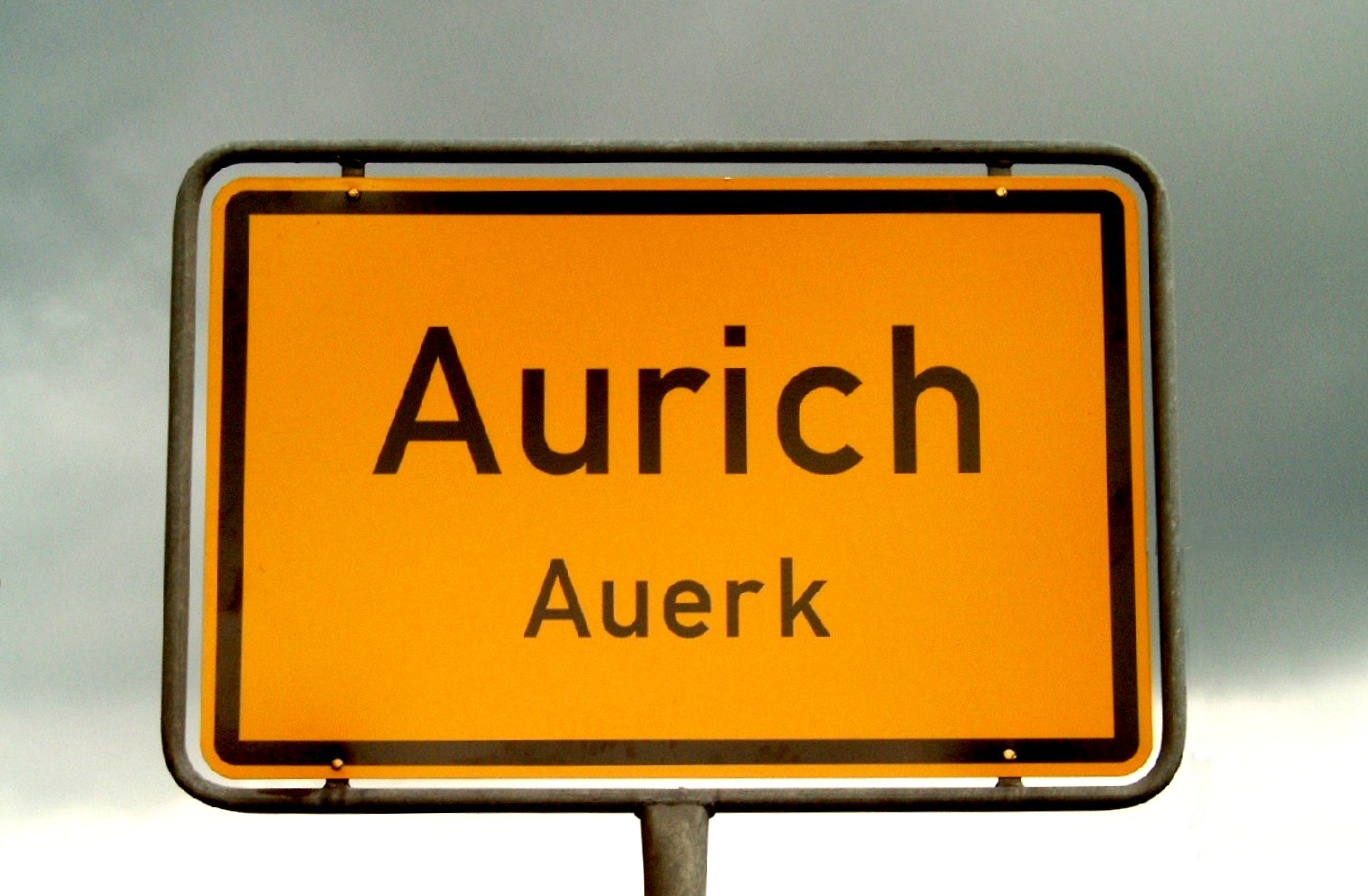

اسم العامرة هو علم للأرض العامرة. مقابل اسم الخالية. وكلاهما قسم من أقسام علم المكان.